# Voltampér reaktanční
Voltampér reaktanční (značka var) je jednotka jalového elektrického výkonu. Rozměrem je roven wattu, ten se však užívá výhradně pro činný výkon. Pro odlišení různého fyzikálního významu se tedy jalový výkon vyjadřuje ve voltampérech reaktančních (var) a zdánlivý výkon ve voltampérech (VA).
Vztah mezi jalovým Q [var], činným P [W] a zdánlivým S [VA] výkonem je:
{\displaystyle S={\sqrt {P^{2}+Q^{2}}}}